# William Gallas
William Eric Gallas (* 17. August 1977 in Asnières-sur-Seine) ist ein ehemaliger französischer Fußballspieler.

## Kindheit
William Gallas wurde im Pariser Vorort Asnières-sur-Seine geboren und wuchs da auch auf. Seine Eltern stammen von der französischen Überseeinsel Guadeloupe. Als seine Eltern nach Guadeloupe zurückkehrten, durfte Gallas bei seinem Onkel in Frankreich bleiben – allerdings nur unter der Prämisse, dass er Profifußballer wird.

## Karriere

### Vereine

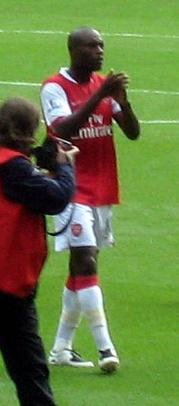
Gallas im Trikot des FC Arsenal

William Gallas hatte sich 14-jährig in Clairefontaine-en-Yvelines bei der Fußballschule des französischen Landesverbands FFF, dem Institut National Français (INF), beworben und fand nach dem Eingangstest darin Aufnahme. In seinen ersten Jahren konnte er dort jedoch nicht überzeugen. In Anbetracht der hochkarätigen Konkurrenz, zu welcher auch unter anderem Thierry Henry und Jérôme Rothen gehörten, wollte der Direktor der INF Gallas, der damals als Stürmer spielte, von der Schule verweisen, jedoch haben seine „beiden Trainer“ „sich für“ ihn „stark gemacht“, so dass er bleiben durfte. Gallas wurde zum konterstarken Außenverteidiger mit Schwächen in der Defensivarbeit umgeschult. So erweckte er auch nicht das Interesse großer Klubs. Deshalb unterschrieb er bei SM Caen, der damals in der Division 2 spielte.
Sein Debüt im Profifußball feierte er in der Spielzeit 1995/96. Nach Ablauf seines ersten Profijahres stieg die Mannschaft als Meister in die Ligue 1 auf. Nach einem weiteren Jahr und aufgrund starker Leistungen machte er Olympique Marseille auf sich aufmerksam, der ihn 1997 unter Vertrag nahm. Nach anfänglichen Schwierigkeiten stieg Gallas zum Stammspieler und Leistungsträger in Marseille auf. Zusammen mit Spielern wie Fabrizio Ravanelli, Laurent Blanc, Andreas Köpke, Robert Pirès, Florian Maurice und Christophe Dugarry wollte der Verein wieder an erfolgreichere Zeiten anknüpfen. 1999 wurde man Vizemeister hinter Girondins Bordeaux. Zudem erreichte Galles mit Marseille das Finale des UEFA-Pokal 1998/99, wo man aber mit 0:3 am AC Parma scheiterte. Im Endspiel wurde der Abwehrspieler jedoch nicht eingesetzt. In der Folgezeit enttäuschte der Klub auch auf nationaler Ebene.
Erst nach einer starken Saison 2000/01 wurden europäische Top-Teams auf Gallas aufmerksam.
Auch in London blieben seine starken Leistungen nicht unbeachtet, worauf ihn der FC Chelsea für 6,2 Millionen Pfund verpflichtete. Trotz großer Konkurrenz etablierte sich Gallas rasch als Stammkraft und brachte es in seiner Debütsaison auf 30 Einsätze. Neben seinem Landsmann Marcel Desailly und Spielern wie Mario Melchiot, Frank Lampard, Jimmy Floyd Hasselbaink und Gianfranco Zola entwickelte sich der Verein zu dieser Zeit nach und nach zu einer englischen Spitzenmannschaft. 2005 feierte das Team dann erstmals seit 1955 die Meisterschaft und den zweiten Meisterschafterfolg überhaupt. Gallas kam in der Titelsaison auf 28 Einsätze im Dress der Londoner. Im Folgejahr wiederholte sich der Triumph, wobei nur John Terry und Frank Lampard mehr Ligabegegnungen als der Franzose absolvierten.
2006 liebäugelte Gallas mit einem Wechsel, weg von Chelsea, jedoch war Trainer José Mourinho damit nicht einverstanden. Erst als er Chelsea angeblich drohte, ein Eigentor zu schießen, erhielt er die Freigabe. Er wechselte am 1. September 2006 im Tausch mit dem von Chelsea lang umworbenen Ashley Cole zum FC Arsenal. Auf Grund seiner rustikalen Spielweise wurde er oft liebevoll von seinen Mitspieler als das „Walross“ bezeichnet. Auch bei Arsenal war er schnell Leistungsträger und bildete mit Kolo Touré, Gaël Clichy und Emmanuel Eboué den Defensivverbund der Londoner. Arsenals Trainer Arsène Wenger ernannte Gallas zur Saison 2007/08 zum neuen Mannschaftskapitän. Ende November 2008, nachdem Gallas Mannschaftskollegen kritisierte, wurde er als Spielführer abgesetzt und vom damals 21-jährigen Cesc Fàbregas abgelöst.
Zur Spielzeit 2010/11 wechselte Gallas zu Stadtkonkurrent Tottenham Hotspur. Mit diesem Wechsel ist Gallas der erste Profi, der bei den drei englischen Hauptstadtvereinen Chelsea, Tottenham und Arsenal unter Vertrag stand. Nach der Saison 2012/13 verließ er die Spurs. Im Oktober 2013 schloss er sich dem australischen A-League-Verein Perth Glory an und beendete nach einem Jahr dort seine aktive Laufbahn.

### Nationalmannschaft

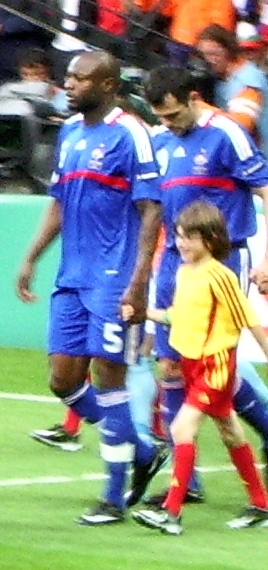
Gallas mit Frankreich während der Europameisterschaft 2008

Auch für die Nationalmannschaft Frankreichs ist Gallas regelmäßig auf dem Platz gewesen. Seit seinem ersten A-Länderspiel am 12. Oktober 2002 gegen Slowenien war er bei der EM 2004 und der WM 2006 für sein Land im Einsatz. Auch bei der EM-Endrunde 2008 gehörte er zum französischen Aufgebot. Wiederum zwei Jahre später stand er erneut im Aufgebot bei der WM in Südafrika.
Er nahm außerdem am Confederations-Cup 2003 im eigenen Land teil. Die Franzosen gewannen dieses Turnier, Gallas wurde dreimal eingesetzt.
Bei der EM 2004 in Portugal spielte er in allen drei Gruppenspielen, wobei er in zwei Gruppenspiele (England und Kroatien), jeweils in der 81. Minute durch Willy Sagnol ersetzt wurde. Bei der Viertelfinal-Niederlage gegen den späteren Europameister Griechenland spielte Gallas durch.
Zwei Jahre später in Deutschland, diesmal bei einer Weltmeisterschaft, gehörte er wieder zum Stammpersonal der Les Bleus. In allen drei Gruppenspielen spielte der Verteidiger durch, sowie auch im Achtelfinale, Viertelfinale und Halbfinale. Im Finale gegen Italien spielte er abermals durch, konnte aber die Niederlage im Elfmeterschießen nicht verhindern.
2008 bei der EM in Österreich und der Schweiz spielte er ebenfalls in allen Spielen der Franzosen durch. Frankreich schied trotzdem in der Gruppenphase als Gruppenletzter aus.
2010 schied die französische Auswahl enttäuschend nach der Vorrunde aus dem WM-Wettbewerb aus. Gallas kam in allen drei Partien seines Landes zum Einsatz.

## Erfolge
Nationalmannschaft
- Vize-Weltmeister: 2006
- FIFA-Konföderationen-Pokal: 2003

Verein
- Premier League: 2005, 2006
- League Cup: 2005
- FA-Community-Shield: 2005
- Ligue 2: 1996